# Eugene Godsoe
Eugene Godsoe (Estados Unidos, 20 de enero de 1988) es un nadador estadounidense especializado en pruebas de estilo mariposa corta distancia, donde consiguió ser subcampeón mundial en 2013 en los 50 metros.

## Carrera deportiva
En el Campeonato Mundial de Natación de 2013 celebrado en Barcelona ganó la medalla de plata en los 50 metros mariposa, con un tiempo de 23.05 segundos, tras el brasileño César Cielo (oro con 23.01 segundos) y por delante del francés Frédérick Bousquet  (bronce con 23.11 segundos).